# NUBP2
NUBP2 (англ. Nucleotide binding protein 2) – білок, який кодується однойменним геном, розташованим у людей на короткому плечі 16-ї хромосоми. Довжина поліпептидного ланцюга білка становить 271 амінокислот, а молекулярна маса — 28 825.
| 10         |  | 20         |  | 30         |  | 40         |  | 50         |
| ---------- |  | ---------- |  | ---------- |  | ---------- |  | ---------- |
| MEAAAEPGNL |  | AGVRHIILVL |  | SGKGGVGKST |  | ISTELALALR |  | HAGKKVGILD |
| VDLCGPSIPR |  | MLGAQGRAVH |  | QCDRGWAPVF |  | LDREQSISLM |  | SVGFLLEKPD |
| EAVVWRGPKK |  | NALIKQFVSD |  | VAWGELDYLV |  | VDTPPGTSDE |  | HMATIEALRP |
| YQPLGALVVT |  | TPQAVSVGDV |  | RRELTFCRKT |  | GLRVMGIVEN |  | MSGFTCPHCT |
| ECTSVFSRGG |  | GEELAQLAGV |  | PFLGSVPLDP |  | ALMRTLEEGH |  | DFIQEFPGSP |
| AFAALTSIAQ |  | KILDATPACL |  | P          |  |            |  |            |

A: Аланін

C: Цистеїн

D: Аспарагінова кислота

E: Глутамінова кислота

F: Фенілаланін

G: Гліцин

H: Гістидин

I: Ізолейцин

K: Лізин

L: Лейцин

M: Метіонін

N: Аспарагін

P: Пролін

Q: Глутамін

R: Аргінін

S: Серин

T: Треонін

V: Валін

W: Триптофан

Задіяний у таких біологічних процесах, як біогенез та деградація війок, ацетилювання. 
Білок має сайт для зв'язування з АТФ, нуклеотидами, іонами металів, іоном заліза, групою 4Fe-4S, залізо-сірчаною групою. 
Локалізований у цитоплазмі, цитоскелеті, ядрі, клітинних відростках, війках.